# Lee Jung-jae
Đây là một tên người Triều Tiên, họ là Lee.
Lee Jung-jae (tiếng Hàn: 이정재; sinh ngày 15 tháng 12 năm 1972) là một nam diễn viên người Hàn Quốc. Được đánh giá là một trong những nam diễn viên Hàn Quốc xuất sắc nhất trong thế hệ của mình, ông nhận được nhiều giải thưởng danh giá xuyên suốt sự nghiệp, bao gồm giải Primetime Emmy, giải SAG, giải Critics' Choice Television, sáu giải Baeksang, cùng với các đề cử của giải Quả cầu vàng và giải Gotham. Ngoài sự nghiệp diễn xuất, Lee còn là một doanh nhân thông qua việc khai trương một chuỗi nhà hàng tại Seoul, đồng thời còn tham gia sáng lập một số doanh nghiệp, bao gồm công ty phát triển Seorim C&D. Ông sở hữu nhiều doanh nghiệp cùng với người bạn thân và cũng là diễn viên Jung Woo-sung.
Sinh ra và lớn lên tại Seoul, Lee bắt đầu sự nghiệp với vai trò người mẫu thời trang, sau đó ông chuyển sang diễn xuất trên truyền hình và trở nên nổi bật với bộ phim truyền hình Sandglass (1995). Sau bước đột phá trong diễn xuất với bộ phim An Affair (1998), sự nghiệp điện ảnh của Lee đã phát triển mạnh mẽ. Ông đã tham gia diễn xuất trong nhiều thể loại phim khác nhau, bao gồm City of the Rising Sun (1999), Il Mare (2000), Last Present (2001), Oh! Brothers (2003), Typhoon (2005), The Housemaid (2010), Đội quân siêu trộm (2012), New World (2013), Sứ mệnh truy sát (2015), Operation Chromite (2016), Ác quỷ đối đầu (2020), và Hunt (2022). Với vai diễn trong The Face Reader (2013), ông từng giành giải Baeksang cho Nam diễn viên phụ xuất sắc nhất.
Năm 2021, tên tuổi của Lee bắt đầu được công chúng quốc tế biết đến rộng rãi qua vai diễn Seong Gi-hun, nhân vật chính trong bộ phim truyền hình sinh tồn Trò chơi con mực của Netflix. Với màn trình diễn xuất thần trong mùa đầu tiên của loạt phim, ông đã nhận được nhiều đề cử danh giá, bao gồm giải Critics' Choice Television cho Nam diễn viên kịch truyền hình xuất sắc nhất, giải Quả cầu vàng cho Nam diễn viên kịch truyền hình xuất sắc nhất, giải Primetime Emmy cho Nam diễn viên kịch truyền hình xuất sắc nhất, và giải SAG cho Nam diễn viên kịch truyền hình xuất sắc nhất, trở thành nam diễn viên Hàn Quốc và châu Á đầu tiên nhận được các đề cử cá nhân trong những hạng mục này tại cả bốn giải thưởng truyền hình, với chiến thắng ở hai giải thưởng sau đó cũng thiết lập cột mốc lịch sử cho các giải thưởng kể trên. Tháng 12 năm 2021, Lee được lựa chọn là Diễn viên điện ảnh của năm của Gallup Korea. Đến năm 2024, ông được Gold House vinh danh là một những người châu Á có ảnh hưởng nhất trong danh sách A100.

## Đầu đời
Lee Jung-jae sinh ngày 15 tháng 12 năm 1972, tại Seoul, Hàn Quốc. Ông đăng ký học tại Đại học Dongguk, và được trao bằng thạc sĩ tại Khoa Nghệ thuật Sân khấu & Điện ảnh của trường Đại học Nghệ thuật Văn hóa, vào tháng 8 năm 2008.